# فرودگاه قزل
فرودگاه قزل (به روسی: Аэропорт Кызыл) عمومی واقع در قزل در کشور روسیه است که توسط FSUE "Tuva Airlines" اداره می‌شود.

## شرکت‌های هواپیمایی و مقصدهای پروازی
| شرکت‌های هواپیمایی | مقصدهای پروازی                                |
| ----------------- | --------------------------------------------- |
| Ayana             | کراسنویارسک چرمشانکا، نیژنئانگارسک، اولان‌اوده |
| ایر آئرو          | ایرکوتسک                                      |
| نورداستار         | یملیانو، تولمچوا                              |